# Daniel Jaramillo
Daniel Alexander Jaramillo Diez (Jardín, 15 de enero de 1991) es un ciclista profesional colombiano. Actualmente corre para el equipo profesional colombiano Idea-Antioqueño-Lotería de Medellín de categoría amateur.
Es pariente del también ciclista Carlos Jaramillo, ganador de la Vuelta a Colombia 1993.

## Trayectoria
Entre sus victorias más destacadas se encuentra la Vuelta de la Juventud conseguida en el 2011. Durante la temporada 2014 corrió para el equipo estadounidense Jamis-Hagens Berman.

## Palmarés
2009
- Vuelta del Porvenir de Colombia

2011
- Vuelta de la Juventud de Colombia

2013
- 3º en el Campeonato de Colombia en Ruta Sub-23

2014
- 2 etapas del Tour de Gila

2015
- 2º en el Campeonato de Colombia en Ruta

2016
- 1 etapa del Tour de Gila
- 1 etapa del Tour de Japón

2017
- Tour de Hungría, más 1 etapa

## Resultados en las Grandes Vueltas y Campeonatos del Mundo
Durante su carrera deportiva ha conseguido los siguientes puestos en las Grandes Vueltas y en los Campeonatos del Mundo:
| Carrera              | 2011 | 2012 | 2013 | 2014 | 2015 | 2016 | 2017 | 2018 | 2019 |
| -------------------- | ---- | ---- | ---- | ---- | ---- | ---- | ---- | ---- | ---- |
| Giro de Italia       | -    | -    | -    | -    | -    | -    | -    | -    | -    |
| Tour de Francia      | -    | -    | -    | -    | -    | -    | -    | -    | -    |
| Vuelta a España      | -    | -    | -    | -    | -    | -    | -    | -    | -    |
| Mundial en Ruta      | -    | -    | -    | -    | Ab.  | -    | -    | -    | -    |
| Mundial Contrarreloj | -    | -    | -    | -    | -    | -    | -    | -    | -    |

-: no participa 
 Ab.: Abandona